# ド・ブランヴィリエ侯爵夫人
マリー・マドレーヌ・ドルー・ドブレー（フランス語: Marie Madeleine Dreux d'Aubray, 1630年7月2日 - 1676年7月16日）は、17世紀フランスの連続殺人犯（シリアルキラー）。（ド・）ブランヴィリエ侯爵夫人（フランス語: Marquise de Brinvilliers）として知られる。

## 来歴
パリの司法官アントワーヌ・ドルー・ドブレー（Antoine Dreux d'Aubray）の長女として生まれる。母方の叔父に聖スルピス会創立者のジャン＝ジャック・オリエ (fr) がいる。
21歳でマレ地区南東端（現在のパリ4区）内に居を構えるブランヴィリエ侯爵アントワーヌ・ゴブラン（Antoine Gobelin, marquis de Brinvilliers）に嫁いだが、愛人との派手な不倫生活をおくった。愛人と共謀して、遺産目当てに父親を毒殺するため慈善病院に熱心に通いつめ、病人相手に人体実験を繰り返して毒の効果を試した後、父親に少しずつ毒を盛って殺害した。その後、遺産を独り占めにするために兄弟たちも始末し、その娘や夫たちも狙った。しかし愛人が事故死し、自宅から犯行の記された手紙を警察に押収されたことから、国外に脱出してヨーロッパ各地を転々とし、最後に修道院に身を潜めた。そこでひっそりと生活しながら告白録を執筆したが、刑事におびき寄せられて外に出た所を逮捕された。裁判では全く罪悪感を見せなかったが、水責めでは口を割らず、火刑法廷で拷問が進むとさすがに反省した。死刑を宣告され、即刻斬首刑に処された。

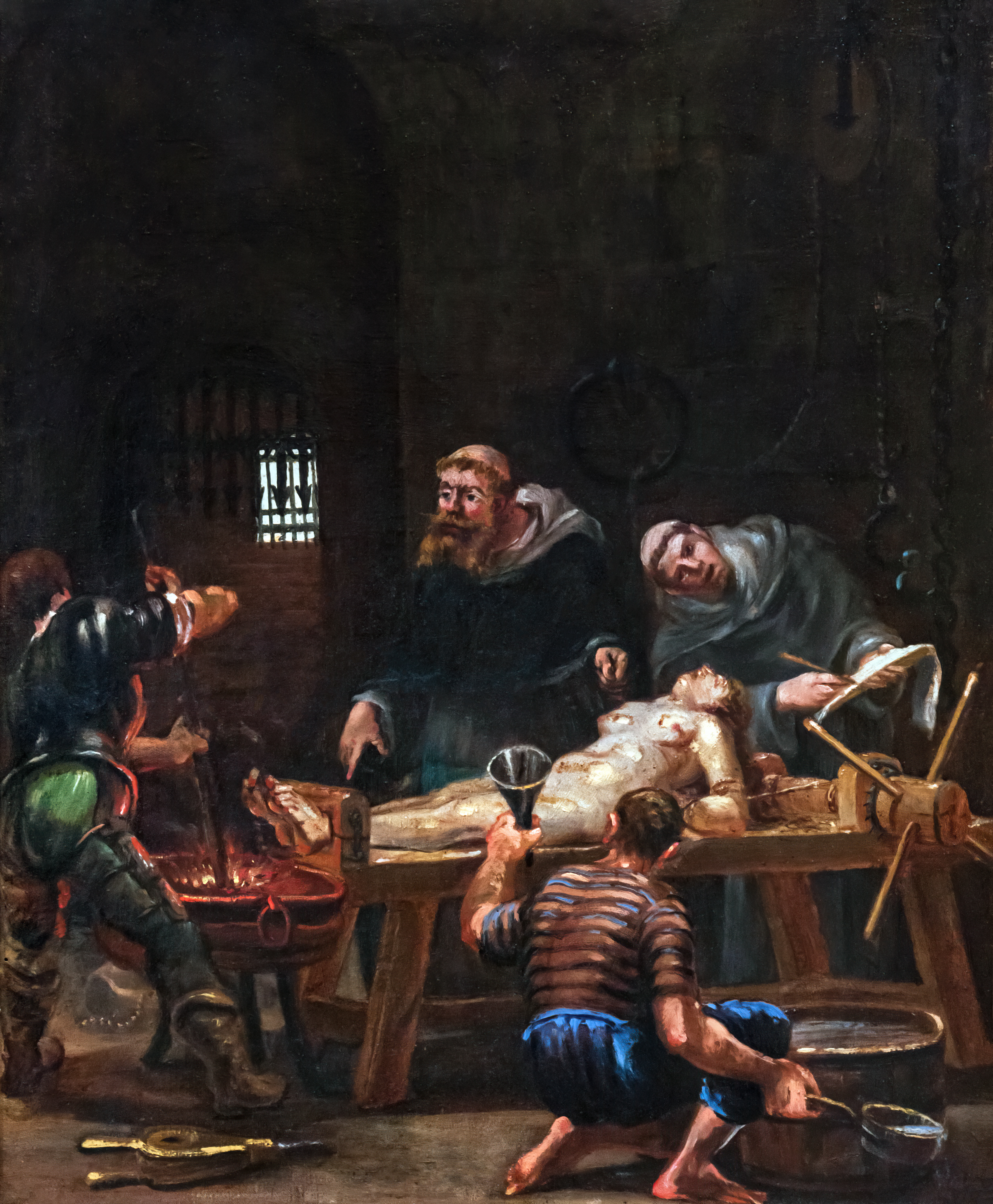
自白するように火刑法廷の水責めで拷問されるド・ブランヴィリエ侯爵夫人

## 関連作品
- 『火刑法廷』ジョン・ディクスン・カー／日本語版：小倉多加志 訳（ハヤカワ・ミステリ文庫）
- 『ブランヴィリエ侯爵夫人』 中田耕治（血と薔薇文庫）※『淫蕩なる貴婦人の生涯』（集英社）の改題
- 『皮の漏斗』コナン・ドイル /延原 謙 訳